# Monagas Sport Club
Monagas Sport Club é um clube de futebol da cidade de Maturín, na Venezuela. Foi fundado em 23 de setembro de 1987, por Joaquim Farinas. O clube manda seus jogos no Estádio Monumental de Maturín.

## Patrocinador
La Lotería de Oriente (a loteria pública de Maturín) é o patrocinador principal do Monagas Sport Club. Nos últimos anos o presidente da loteria está a cargo da presidência do clube.

## Título
| NACIONAIS | NACIONAIS                         | NACIONAIS | NACIONAIS  |
|           | Competição                        | Títulos   | Temporadas |
| --------- | --------------------------------- | --------- | ---------- |
| Venezuela | Campeonato Venezuelano de Futebol | 1         | 2017       |

## Presidentes
- Rubén León  (1988-92)
- Rumualdo Romero (1993-95)
- Jesús Salgado (1995-96)
- Rafael Castellín Osuna  (1997)
- Claudio González  (2000-2001)
- Roicis Pérez  (2001-2003)
- Antonio del Moral
- Antonio Núñez
- Manuel Villalba
- Ramón Caballero (-2006)
- Nelson Núñez  (2006-)

## Técnicos
- Joaquín "Fariñas" Da Silva
- Gilberto Viana
- Víctor Pignanelli
- Luis Fernández
- Antonio Mejías
- Radamel García
- Manolo Contreras
- Eduardo Borrero
- Luis Mendoza
- Daniel Lanata
- Alí Cañas
- Franco Fasciana
- Del Valle Rojas
- Bernardo Redín

## Jogadores célebres
- Alexander Bottini
- José (Cuervito) Rivas
- Rafael Castellín
- José Fasciana
- Franco Fasciana
- César González
- José (el Papi) Rivas
- Carlos (Pomada) Bravo

## Elenco 2018
Goleiros
- Alain Baroja
- Pedro Caraballo
- Richard Gasperi

Defensores
- Alejandro González
- Óscar González
- Lucas Trejo
- Roberto Chacon
- Samuel Barberi
- Joaquín Lencinas
- Edward Bracho
- Ismael Romero

Centrocampistas
- Ágnel Flores
- Christian Flores
- Óscar Guillén
- Dager Palacios
- Carlos Suárez
- Néstor Sánchez
- Javi García
- Yohanner García
- Vicente Rodríguez

Atacantes
- Ruben Rojas
- Luis Cariaco González
- Juan Vogliotti
- Christian Fernández
- Yohan Cordero
- Luís Arturo Peralta